# Mussol de les Salomó
El mussol de les Salomó (Asio solomonensis; syn: Nesasio solomonensis) és una espècie d'ocell de la família dels estrígids (Strigidae). Habita boscos de les illes de Bougainville, Choiseul i Santa Isabel, a les Salomó. El seu estat de conservació es considera vulnerable.
Se l'ha considerat l'única espècie del gènere Nesasio. Tot i que actualment, tant el Congrés Ornitològic Internacional com el Handook of the Birds of the World consideren que pertany al gènere Asio.